# Slashdot-effekt
Slashdot-effekten er et fænomen der opstår når mange brugere af et populært websted næsten samtidig besøger et, ofte mindre, websted for at læse om et emne, som har været omtalt på og linket fra det populære websted. Effekten er opkaldt efter webstedet Slashdot, men er ligeledes kendt fra andre linkintensive websteder som for eksempel Digg. I Danmark kan effekten opleves når Ekstra Bladet linker fra deres hjemmeside.
Effekten kan opleves som et DDoS-angreb, men det er opstået på grund af legitim nettrafik. Trafikken er blot meget voldsommere end webserveren kan klare.

## Ekstern henvisning
- Slashdot
- Digg
- Ekstra Bladet

| Internet | Spire Denne internet-relaterede artikel er en spire som bør udbygges. Du er velkommen til at hjælpe Wikipedia ved at udvide den. |